# João Goulart

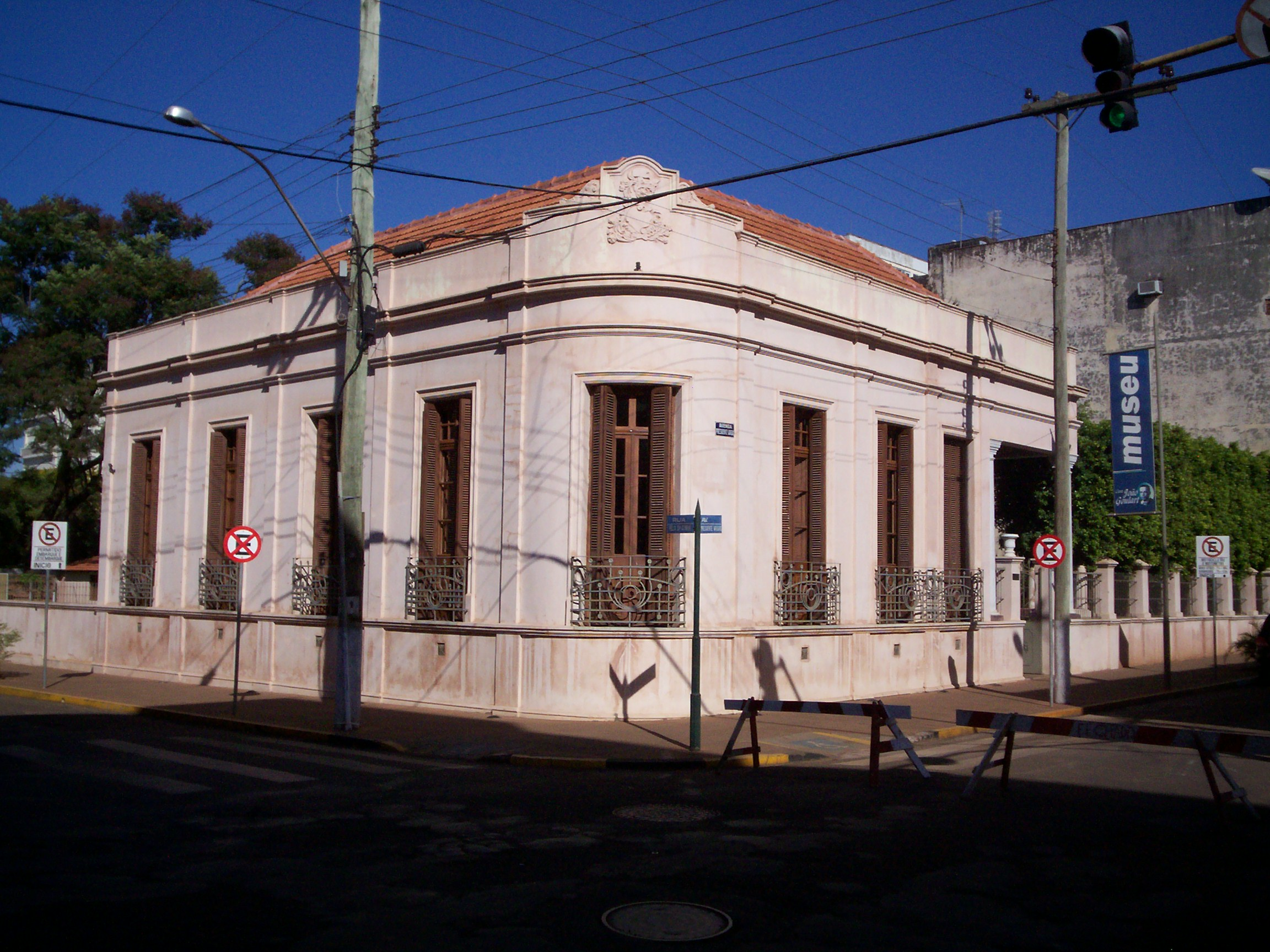
Casa natal de João Goulart (São Borja).

João Belchior Marques Goulart, conocido como Jango (São Borja, Río Grande del Sur, 1 de marzo de 1918-Mercedes, Corrientes, 6 de diciembre de 1976), fue un político brasileño. Fue el 24.º presidente de Brasil, país que gobernó entre el 8 de septiembre de 1961 y el 1 de abril de 1964.

## Biografía
Hijo de Vicente Rodrigues Goulart, propietario de grandes extensiones de tierras y de Vicentina Marques Goulart, cursó la carrera de Derecho en 1939, en la facultad de Porto Alegre. Al acabar sus estudios se dedicó a la administración de la hacienda familiar. Inició su carrera política después del fin del Estado Novo, como diputado federal en 1950.
De 1953 a 1954, fue ministro de Trabajo durante el gobierno de Getúlio Vargas. Fue también presidente del Partido Trabalhista Brasileiro y se mantuvo leal a las políticas de Getúlio Vargas tendientes a aumentar la intervención del Estado en la economía de Brasil, sosteniendo también la elevación de los salarios mínimos por encima de los límites fijados por el predecesor de Vargas, Eurico Gaspar Dutra.
Por dos veces fue vicepresidente, en 1955 con Juscelino Kubitschek y en 1961, con Jânio Quadros, destacando por su influencia en favor del intervencionismo estatal y por su sostenimiento de políticas de apoyo a la clase obrera mediante elevación de salarios y obras públicas.

## Presidencia (1961-1964)
Con la renuncia de Quadros, el 25 de agosto de 1961, João Goulart asumió la presidencia de la república, en un régimen parlamentario, tras negociar con las fuerzas armadas y la oposición de la derecha, en un sistema en el cual el presidente de Brasil se sujetaría a las decisiones del Congreso, renunciando a diversos poderes. 
Elegido como vicepresidente de Jânio Quadros, João Goulart debería acceder a la presidencia tras la renuncia de Quadros, el viernes 25 de agosto de 1961, según la Constitución vigente a la época, promulgada en 1946. Sin embargo, João Goulart se encontraba como representante del gobierno brasileño en un viaje a la República Popular China.
En 1963, no obstante, fue realizado un plebiscito a instancias de Goulart con el fin de revocar las restricciones que se habían pactado en 1961. En dicho plebiscito se decidió el retorno al presidencialismo en Brasil, lo cual otorgó a Goulart mayor poder para ejecutar sus proyectos de reforma: reparto de tierras agrícolas no utilizadas, aumento del impuesto a la renta, y una exigencia a las empresas multinacionales de invertir sus ganancias comerciales en Brasil.
Goulart adoptó medidas como la reforma agraria, y otras en el sector de la salud y la educación, destinadas a una campaña de alfabetización. En política exterior trató de mantener un equilibrio con Estados Unidos, pero también promovió un acercamiento político a los países del Pacto de Varsovia, manteniendo contactos diplomáticos con la URSS, invitando a los cosmonautas soviéticos a Brasil (incluida una visita del célebre Yuri Gagarin). En el plano interno, mantuvo como aliados a los partidos socialistas y comunistas (aunque sin integrarlos plenamente al Gobierno) y mantuvo frecuentes pugnas con los opositores derechistas. 
Sus reformas le valieron la hostilidad de una parte de las clases medias, del empresariado y de Estados Unidos, que financió masivamente a la oposición de derecha. La administración Johnson también apoyó una campaña de prensa contra Goulart en 1964
En su gabinete se destacaron Celso Furtado (Planeamiento), Ulysses Guimarães (Industria y Comercio), Hermes Lima (Relaciones Exteriores), Darcy Ribeiro (Educación), Franco Montoro (Trabajo), Eliezer Batista (Minas y Energía), Walter Moreira Sales, Carvalho Pinto y San Tiago Dantas (Hacienda, la cartera que más cambios sufrió).

### Golpe de Estado
Su política exterior pro izquierdista alarmó a la oposición de derecha en el Congreso, así como a las fuerzas armadas, las que condujeron al Golpe militar de 1964, cuando fue depuesto por las fuerzas armadas con apoyo de Estados Unidos.
Hacia 2004 se desclasificaron muchos documentos y se pusieron en línea en el Archivo de Seguridad Nacional de la GWU, indicando la participación de Lyndon Johnson, Robert McNamara, Lincoln Gordon (el embajador de Estados Unidos en Brasil) y otros. En 2005, el libro de Stansfield Turner describió la participación del presidente de ITT Corporation, Harold Geneen, y del director de la CIA, John McCone. El fiscal general Robert F. Kennedy se mostró inquieto por el hecho de que Goulart permitiera a los "comunistas" ocupar puestos en las agencias gubernamentales. El presidente estadounidense Lyndon Johnson y su secretario de Defensa Robert S. McNamara también estaban preocupados. Kennedy, que había hecho planes para el golpe cuando su hermano John era presidente, caracterizó a Goulart como un político "astuto" en una cinta de la Casa Blanca.
El presidente de la ITT, Harold Geneen, era amigo del Director de la CIA, John McCone. Entre 1961 y 1964, la CIA llevó a cabo operaciones psicológicas contra Goulart, realizó asesinatos de carácter, inyectó dinero a los grupos de la oposición y consiguió la ayuda de la Agencia de los Estados Unidos para el Desarrollo Internacional (USAID). También se ha reconocido que la Administración Kennedy fue la artífice del golpe y que el presidente Johnson heredó los planes del mismo. El presidente de EE. UU. John F. Kennedy había discutido las opciones sobre cómo tratar con Goulart con Gordon y su principal asesor para América Latina Richard N. Goodwin en julio de 1962 y determinó en diciembre de 1962 que el golpe era necesario para promover los intereses de EE. UU.

## Exilio y muerte
Tras el golpe de Estado, y con sus derechos políticos suspendidos por el AI-1, Goulart se exilió en Uruguay junto a la mayoría de sus colaboradores, y desde allí administró sus haciendas y negocios que había heredado de su familia (bienes situados tanto en Brasil como en Argentina y Uruguay). Posteriormente, en 1973, Goulart fue invitado por el presidente argentino Juan Domingo Perón para residir en Buenos Aires. Goulart cesó toda cooperación con el gobierno argentino y murió el 6 de diciembre de 1976, en el municipio argentino de Mercedes, víctima oficialmente de un ataque cardíaco. Fue sepultado en su ciudad natal, São Borja, en Río Grande del Sur, aunque las noticias de su funeral (al cual acudieron varios miles de personas) fueron censuradas por la dictadura militar brasileña.
No obstante, existen hasta la actualidad sospechas por parte de sus familiares, correligionarios políticos y otras personalidades de que Goulart murió asesinado por agentes de la Operación Cóndor. El 26 de abril de 2000 el exgobernador de Río de Janeiro Leonel Brizola sostuvo que  João Goulart fue asesinado simulándose un ataque cardíaco y que ello debía de ser investigado. De hecho, a Goulart no le fue realizada una necropsia antes de su entierro, generándose así la sospecha de que fue envenenado: "No me acuerdo si usamos Isordil, Adelfan o Nifodin. Conseguimos colocar un comprimido en los remedios importados de Francia. Goulart no podía ser examinado durante 48 horas o esa sustancia sería detectada", reconoció el uruguayo Neira Barreiro en una entrevista, sin saber que estaba hablando con el hijo del expresidente de Brasil, que murió en 1976 cuando estaba refugiado en Argentina, en la provincia de Corrientes. João Goulart fue sepultado, sin autopsia, en su ciudad natal de São Borja, en el estado de Río Grande del Sur. Barreiro afirma que el veneno fue preparado por un médico legista uruguayo, Carlos Miles, quien más tarde también fue asesinado.
A su vez, el 23 de junio de 2000, fue presuntamente asesinado el expiloto y amigo personal de Goulart, el uruguayo Rubén Rivero, cuando se dirigía desde Buenos Aires al Uruguay a testificar en un juicio que implicaba un supuesto robo de acciones a una empresa de Goulart por un valor de 20 millones de dólares.

## Homenajes
En abril de 2011 organizaciones de derechos humanos de la provincia de Corrientes, Argentina, inauguraron un cartel de señalización de sitio de memoria en la estancia "La Villa", en Mercedes, lugar donde falleció Goulart.